# Velika Hoča
Velika Hoča (serbiska: Велика Хоча, albanska: Hoçë e Madhe, Vjellika Horça, Hoça e Madhe) är en ort i Kosovo. Den ligger i den sydvästra delen av provinsen, 50 km sydväst om huvudstaden Priština. Velika Hoča ligger 419 meter över havet och antalet invånare är 124.
Terrängen runt Velika Hoča är kuperad åt nordost, men åt sydväst är den platt. Runt Velika Hoča är det ganska tätbefolkat, med 222 invånare per kvadratkilometer. Närmaste större samhälle är Prizren, 19,6 km söder om Velika Hoča. Trakten runt Velika Hoča består till största delen av jordbruksmark.